# 文庫本

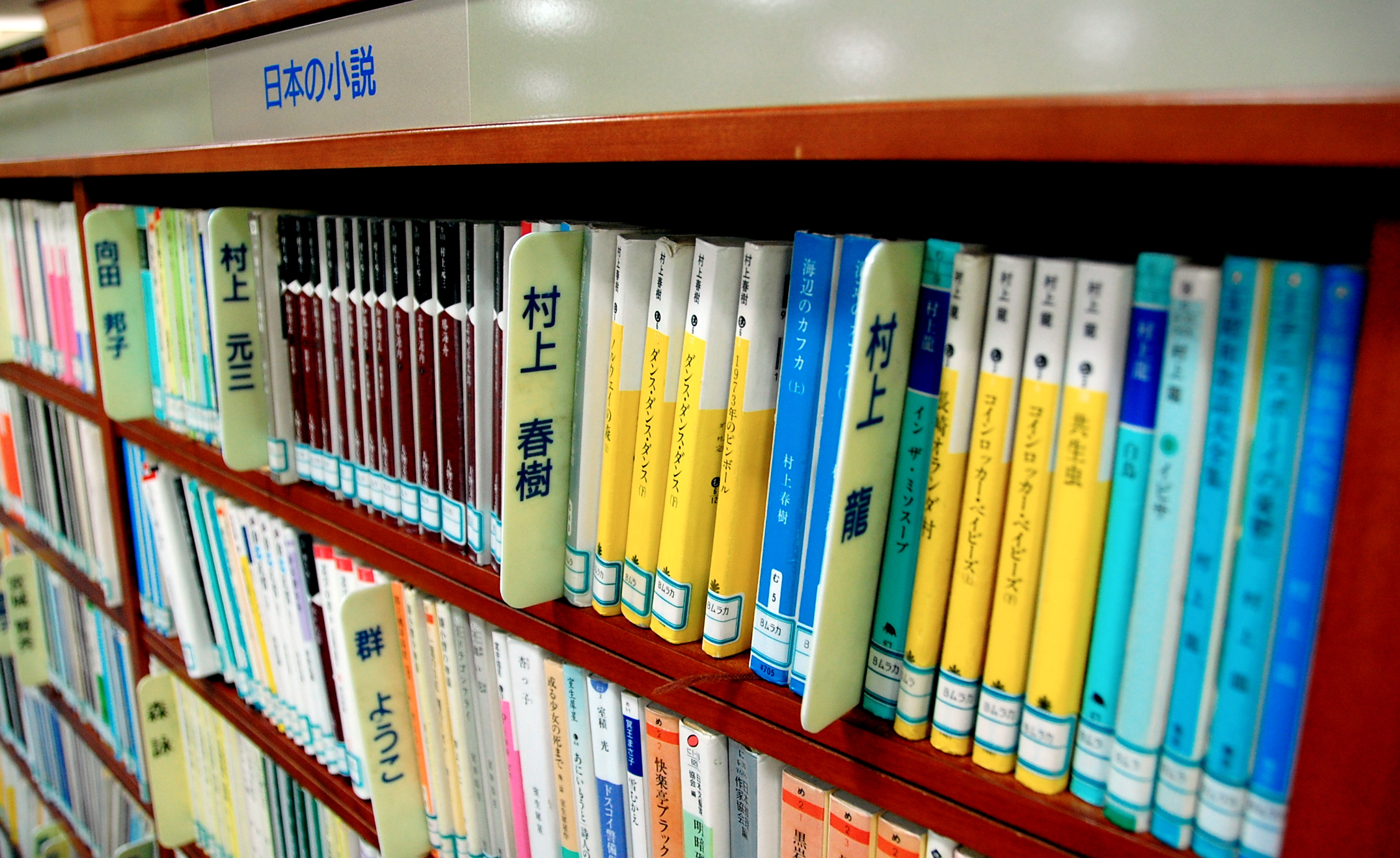
図書館に並んだ文庫本

文庫本（ぶんこぼん）は、日本で出版されている小型の叢書。サイズは多くがA6判（148×105ミリメートル）である。出版各社のレーベル名を含めて「文庫」と通称・略称される（「文庫レーベル一覧」も参照）。
より大きな判型の書籍より持ち運びしやすく、薄手なら衣服のポケットに入れられるが、製本技術の進歩もあり1000ページを超える文庫本も刊行されるようになっている。最初から文庫本として刊行される書き下ろしや翻訳書籍だけでなく、既刊を価格を下げて出版するため使われる（所謂「文庫落ち」）。価格の安さが特長であり、かつては単価に「1000円の壁」があったが、1000円以上する文庫本も増え、平均単価は700円を超えている。
明治時代に登場し、現存最古の文庫本レーベルは、1914年（大正3年）創刊の新潮文庫である。1927年（昭和2年）創刊の岩波文庫が古典の普及を目的として発刊され、第二次世界大戦後に新規参入が増えた。

## 歴史

### 語彙の嚆矢
「文庫」の語は本来、図書を収蔵する書庫を意味し、名家や研究者の蔵書あるいはそれを引き継いだ文化施設がしばしば「〇〇文庫」と呼ばれる（東洋文庫、名古屋市蓬左文庫など）。出版用語としては、明治期に、読者が全体をまとめて購入することが期待され、また、全巻が購入されることによって文庫と呼ばれるにふさわしいようなコレクションになるように企画された叢書、全集のシリーズ名としても用いられるようになった。文庫の名を持つ初期の叢書に1893年（明治26年）創刊の帝國文庫（博文館）があるが、これは四六判クロス装・全冊1,000ページ以上という豪華本であって、現在の小型の廉価本としての「文庫本」のイメージからは遠いものである。

### 判型の発端
古典名作の小型で廉価な普及版はヨーロッパに先例がある。イギリスでは1886年から1890年にかけてカッセル文庫（Cassell National Library）が刊行され、ドイツは1867年にレクラム文庫（Reclams Universal Biliothek）が創刊された。
日本では1903年（明治36年）創刊の袖珍名著文庫（冨山房）が嚆矢で、レクラム文庫やカッセル文庫に刺激され、豪華本の帝國文庫に対し、廉価版によって名作の普及を目指したものであった。袖珍という判形も現在の文庫とほぼ同じものであった。「袖珍」とは「衣服の袖に入るくらいに小型なもの」という意味で、A6判やB7判以下の、携帯に便利な小型の本はそれまで「袖珍本」や「馬上本」と総称されていた。
一方、時代的には先行する民友社刊行の国民叢書も同じ判型であるが、こちらは、書き下ろしの新作や海外著作の翻訳を収録した時事的な性格をもつものであった。明治末期の1910年（明治43年）には三教書院が、四六半截という現在の文庫本より一回り小さいサイズで「袖珍文庫」を創刊し、古典から俗文学まで60冊程度が刊行され、表紙に施されたイチョウの葉の模様から「いてふ（いちょう）本」と通称されるほど人気を集めた。これに続き、講談話などを集めた1911年（明治44年）創刊の立川文庫（立川文明堂）が非常な人気を呼び、他にも文庫本の刊行が相次いだ。

### 定着と拡大
現代に繋がる文庫出版という出版の一形式を日本に定着させたのは岩波文庫である。岩波文庫の成功以降、新潮文庫、改造文庫、現代教養文庫など多くの文庫が出版社から立ち上げられ、いずれも当初は世界の古典的名著を安価に提供することを目的としていた。なお、新潮文庫は岩波文庫に先んじて創刊されたのであるが、岩波文庫の創刊時は廃刊になっており、再開後を第2次新潮文庫と呼ぶこともある。
戦後に春陽堂文庫、新潮文庫が復刊し、角川文庫、国民文庫などが創刊され、文庫本の第2次ブームが起きた。1970年代になると他の大手・中堅出版社も文庫に参入し、講談社文庫、中公文庫、文春文庫、集英社文庫、ハヤカワ文庫など現在も刊行が続く文庫が生まれた（第3次ブーム）。1980年代には文庫は多様化をたどり、光文社文庫、河出文庫、ちくま文庫などの一方で、PHP文庫、知的生きかた文庫、ワニ文庫など実用的な内容の濃い文庫が出るようになった（第4次ブーム）。大手出版社も文庫本を細分化し、講談社学術文庫や角川ソフィア文庫などが出た。平成期になると幻冬舎文庫、ハルキ文庫などが創刊され、文庫本は版元・ジャンルともに多様化した（第5次ブーム）。
1990年代から大きく成長したライトノベルは、かつてはジュブナイル小説、ヤングアダルト小説とも呼ばれ、書き下ろし作品または漫画・アニメ作品や映画のノベライズを刊行する専門レーベルが1970年代半ばに登場した。古参の創刊時期では、ソノラマ文庫が1975年（昭和50年）、主に少女向けのコバルト文庫が1976年（昭和51年）であり、1980年代末から角川スニーカー文庫、富士見ファンタジア文庫などが続いた。
漫画においては、1970年代後半ごろから秋田書店、集英社など大手から、主に再刊・保存版として判型の大きい愛蔵版と小さく安価な文庫版が出版されている。一方、判型の小ささは、漫画では絵の鑑賞性という点で直接のハンデとなるため、漫画文庫は通常版の単行本よりも上質の用紙を使って鮮明な印刷がなされるなど、保存版の面目を持たせている。

### 文庫ブームの変遷
第1次
円本ブームの反動として、1927年（昭和2年）に岩波文庫が刊行され、ついで改造文庫、春陽堂文庫、新潮文庫が出て文庫ブームが起こった。
第2次
1949年（昭和24年） - 1952年（昭和26年）：角川文庫、現代教養文庫、市民文庫、アテネ文庫などが創刊された。
第3次
1971年（昭和46年） - 1973年（昭和48年）：講談社文庫、中公文庫、文春文庫、集英社文庫などが発刊され、戦後第2次文庫ブームが起こる。
第4次
1984年（昭和59年） - 1985年（昭和60年）：光文社文庫、徳間文庫、PHP文庫、ちくま文庫、ワニ文庫、講談社X文庫、講談社L文庫、廣済堂文庫、祥伝社ノンポシェット、福武文庫が創刊。
第5次
1996年（平成8年） - 1997年（平成9年）：幻冬舎文庫、ハルキ文庫、小学館文庫などが創刊。

## 装幀
昭和期以降では、廉価で携帯に便利な形状をした、普及を目的とする小型本という出版形態の名として用いられるようになり、このため現代では、文庫といえば多くの場合、このような小型本を指すのが一般的である。並製本（ソフトカバー）で、A6規格、105×148mmの判型をとるものが一般的である。
なお、岩波少年文庫、角川つばさ文庫やフォア文庫など児童向けの文庫は高さが約18cmと、やや大きいサイズのものが多い。また、ハヤカワ文庫は高さ約16cmと、通常よりやや大きいトールサイズをある時期からとるようになった。また岩波書店は1991年（平成3年）、老眼などで視力が衰えた読者向けに判型と文字のサイズを1.2倍に大きくした。
欧米のペーパーバックと同じように当初はジャケット（カバー）を持たなかったが、戦後の多くの文庫はジャケットを持つようになり、1983年（昭和58年）より岩波文庫にもジャケットが付けられるようになった。
現在の文庫本では、天（本の上側面）を綺麗に切り揃えるものが多いが、岩波文庫や新潮文庫などではそれを行っていない（天アンカット）ため、ページの縁が若干ずれ断面がギザギザしている。この理由について、前者は「フランス装風の洒落た雰囲気を出すため」と、後者は「スピン（紐状の栞）を先に貼り付けるために断裁ができない」としている。

## 関連文献
- 鈴木徳三「小型版・文庫本の呼称沿革考（前）：「叢書の刊行篇」」『大妻女子大学文学部紀要18』、大妻女子大学、1986年3月、NAID 110000128274。
- 鈴木徳三「小型版・文庫本の呼称沿革考（中）：史的展開篇」『大妻女子大学文学部紀要19』、大妻女子大学、1987年3月、NAID 110000128287。
- 鈴木徳三「小型版・文庫本の呼称沿革考（下）：（続）史的展開篇・結び」『大妻女子大学文学部紀要20』、大妻女子大学、NAID 110000128313。
- 岩男淳一郎『絶版文庫発掘ノート』青弓社、1983年
- 奥村敏明『文庫博覧会』青弓社、1999年